# ۱ روباه
۱ روباه یک ستاره است که در صورت فلکی روباهک قرار دارد.